# Тоёта (город)
Тоёта или Тойота  (яп. 豊田市 Тоёта-си) — центральный город Японии в префектуре Айти.

## Географическое положение
Город Тоёта находится на острове Хонсю, к востоку от Нагои и к северу от Окадзаки на берегу реки.
Соседние префектуры: Гифу и Нагано, а также города префектуры Айти: Окадзаки, Кария, Андзё, Сето, Ниссин, Синсиро.

## История
Первоначально Тоёта называлась Коромо. Своё сегодняшнее название город получил 1 января 1959 года. Площадь города составляет 918,47 км², население — 419 968 человек (1 июня 2014), плотность населения — 457,25 чел./км².

## Достопримечательности
- Городской художественный музей (на илл.);
- штаб-квартира «Toyota Motor Corporation»;
- стадион Тоёта;
- «Замок Тоёта» — ресторан, стилизованный под средневековый замок.

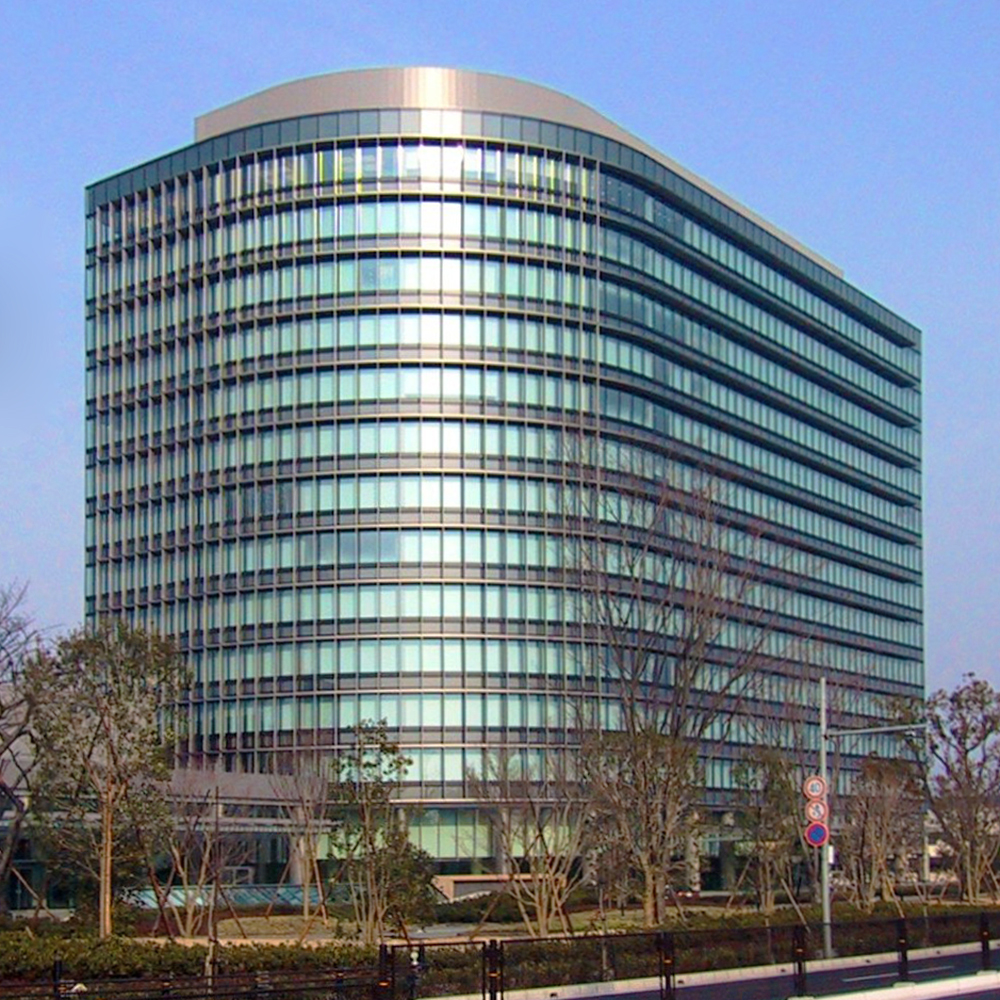
Главное здание штаб-квартиры Toyota Motor Corporation
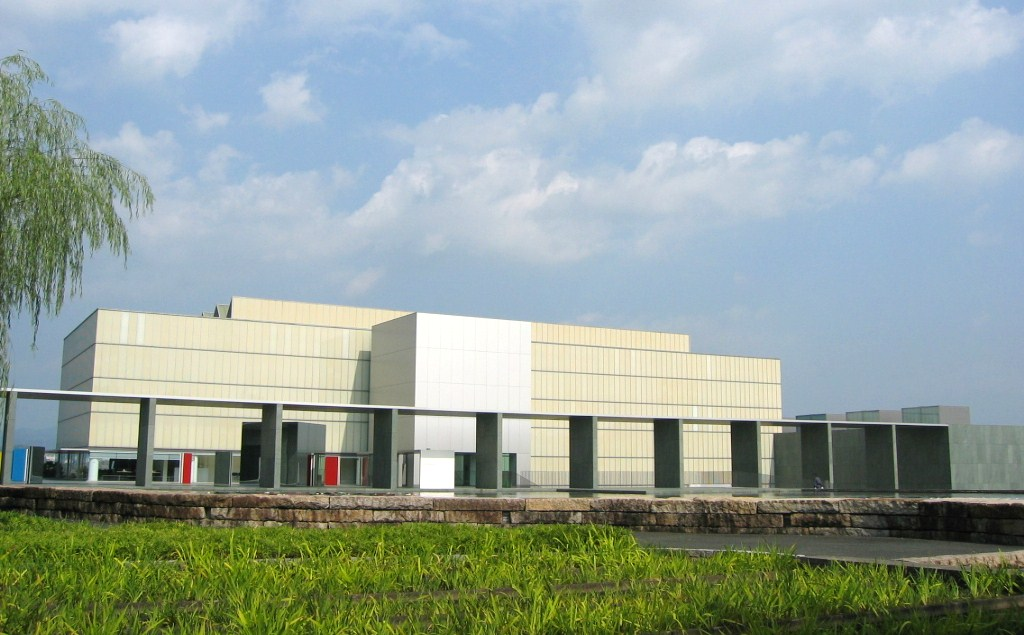
Городской художественный музей

## Промышленность и торговля
Экономика города определяется исключительно автомобилестроением, подобно Вольфсбургу в Германии, Детройту в США и Тольятти в России. Здесь располагаются центральный офис и 7 из 12 заводов «Toyota Motor Corporation».

## Города-побратимы
Список породнённых городов:
- США: Детройт
- Великобритания: Дерби